# 고코노에촌 (지바현)
고코노에촌(九重村)은 지바현 아와군에 설치되었던 촌이다. 현재의 다테야마시 동부에 해당한다.